# Muzeum Brytyjskie
The British Museum, także Muzeum Brytyjskie  – muzeum narodowe z siedzibą w Londynie, największe muzeum Wielkiej Brytanii i jedno z największych na świecie – ma ok. 8 milionów eksponatów, szczególnie bogate są zbiory archeologiczne i etnograficzne.

## Lokalizacja
Muzeum znajduje się w centralnym Londynie w dzielnicy Bloomsbury .

## Historia

### Sir Hans Sloane
Muzeum powstało z inicjatywy irlandzkiego lekarza, przyrodnika i kolekcjonera sir Hansa Sloane’a (1660–1753) . Sloane zaczął kolekcjonować okazy roślin i zwierząt w 1687 roku, kiedy znalazł się na Jamajce jako lekarz nowego gubernatora kolonii . Podczas pobytu na wyspie zgromadził ponad 600 obiektów . Jego małżeństwo z Elizabeth Langley Rose, dziedziczką plantacji cukru na Jamajce, przyniosło mu znaczne środki finansowe, które wykorzystał do powiększania zbioru . Przejmował całe kolekcje, m.in. Jamesa Petivera (1665–1718), i kupował interesujące obiekty od podróżników i osadników kolonialnych z terenu całego Imperium Brytyjskiego . W jego zbiorach znajdowało się m.in. 32 tys. monet i medali, 50 tys. książek, druków i rękopisów, 334 zielniki oraz ponad 1000 rzeczy związanych z antykiem . W momencie śmierci Sloane’a w 1753 roku jego kolekcja liczyła 71 tys. obiektów . W swoim testamencie Sloane przekazał całą kolekcję królowi Jerzemu II dla narodu w zamian za wypłatę 20 tys. funtów jego spadkobiercom oraz pod warunkiem, że Parlament utworzy dla kolekcji nowe i ogólnodostępne muzeum publiczne . Monarcha nie wykazał większego zainteresowania zbiorami i odmówił transakcji. Zbiory zostały zaoferowane Parlamentowi, który zdecydował się na kupno, a środki na ten cel zostały zebrane przy pomocy loterii .

### The British Museum Act 1753
Ustawa o utworzeniu Muzeum Brytyjskiego (ang. The British Museum Act 1753) została przyjęta przez Parlament 7 czerwca 1753 roku. Muzeum było pierwszą publicznie dostępną placówką tego typu na świecie.
Pierwszą jego siedzibą był XVII-wieczny Montague House w Bloomsbury, wzniesiony na zlecenie księcia Ralpha Montagu (1638–1709) według projektu Roberta Hooke’a (1635–1703).
Otwarcie dla zwiedzających nastąpiło 15 stycznia 1759 roku. Z wyjątkiem okresu obu wojen światowych placówka pozostawała nieprzerwanie otwarta, a liczba zwiedzających systematycznie wzrastała: na początku od 5 tys. rocznie do 5 mln współcześnie.
Choć początkowo zwiedzanie muzeum podlegało regulacji, np. dzieci były rzadko wpuszczane do środka i liczba biletów wstępu była ograniczona , to wstęp od samego początku był bezpłatny i do dziś muzeum udostępnia swoje zbiory za darmo.

### Rozwój muzeum
Początkowo muzeum miało trzy działy: dział historii naturalnej, dział manuskryptów, monet i medali, oraz dział książek, rysunków i map. Większość zbiorów stanowiły obiekty historii naturalnej, książki i manuskrypty – w 1786 roku muzeum zakupiło większość biblioteki hrabiego Roberta Harleya (1661–1724). Trzy kolekcje: Sloane’a, Harleya i Roberta Cottona (1570/1–1631) (Biblioteka Cottona) zapoczątkowały zbiory muzeum .
W 1807 roku powstał dział starożytności, co zapoczątkowało nowy kierunek rozwoju kolekcji i rozbudowę zbiorów archeologicznych. Do działu trafiły m.in. kamień z Rosetty (w muzeum od 1802) i marmury Elgina (1816).
Wkrótce gmach muzeum stał się zbyt mały, by pomieścić wszystkie zbiory placówki. W latach 50. XIX w. wzniesiono nowy budynek w stylu świątyni greckiej zaprojektowany przez brytyjskiego architekta Roberta Smirke’a (1780–1867) specjalnie dla potrzeb muzeum. Pierwszym oddanym do użytku skrzydłem była Biblioteka Króla (ang. The King’s Library), wzniesiona na potrzeby kolekcji króla Jerzego III obejmującej ponad 65 tys. książek . Skrzydło ma 91 m długości, 12 m wysokości i 9 m szerokości, a do jego konstrukcji zastosowano belki żeliwne . W 1853 roku ukończono cały gmach, a w 1857 roku czytelnię – British Museum Reading Room. Wielkość zbiorów i rozmach nowego gmachu odzwierciedlały wielkość Imperium Brytyjskiego, a samo muzeum rozwinęło własną tożsamość i potęgę na scenie globalnej.
W latach 1865–1953 muzeum prowadziło zamkniętą kolekcję – Museum Secretum – obejmującą eksponaty uznane za nieprzyzwoite i z tego powodu niewystawiane publicznie. Po jego rozwiązaniu zbiory przekazano poszczególnym sekcjom muzeum, a część z nich trafiła do ekspozycji .
W 1881 roku nastąpiło przeniesienie zbiorów dotyczących historii naturalnej do nowego budynku w South Kensington, gdzie powstało Muzeum Historii Naturalnej .
W 1973 roku nastąpiło przejęcie czytelni i biblioteki przy Muzeum Brytyjskim przez nowo powstałą Bibliotekę Brytyjską, a książki opuściły budynek w Bloomsbury w 1997 roku .
W 2000 roku otwarto przykryty szklanym dachem wielki dziedziniec (ang. The Queen Elizabeth II Great Court) . W 2003 roku w 250. rocznicę powstania muzeum oddano do użytkowania odremontowane skrzydło Biblioteki Króla (ang. King’s Library), w którym otwarta została nowa, stała wystawa o epoce Oświecenia  .
W latach 2002–2016 dyrektorem muzeum był Neil MacGregor, po którym stanowisko objął Hartwig Fischer . W 2019 roku muzeum odwiedziło ponad 6 milionów zwiedzających.

## Gmach muzeum

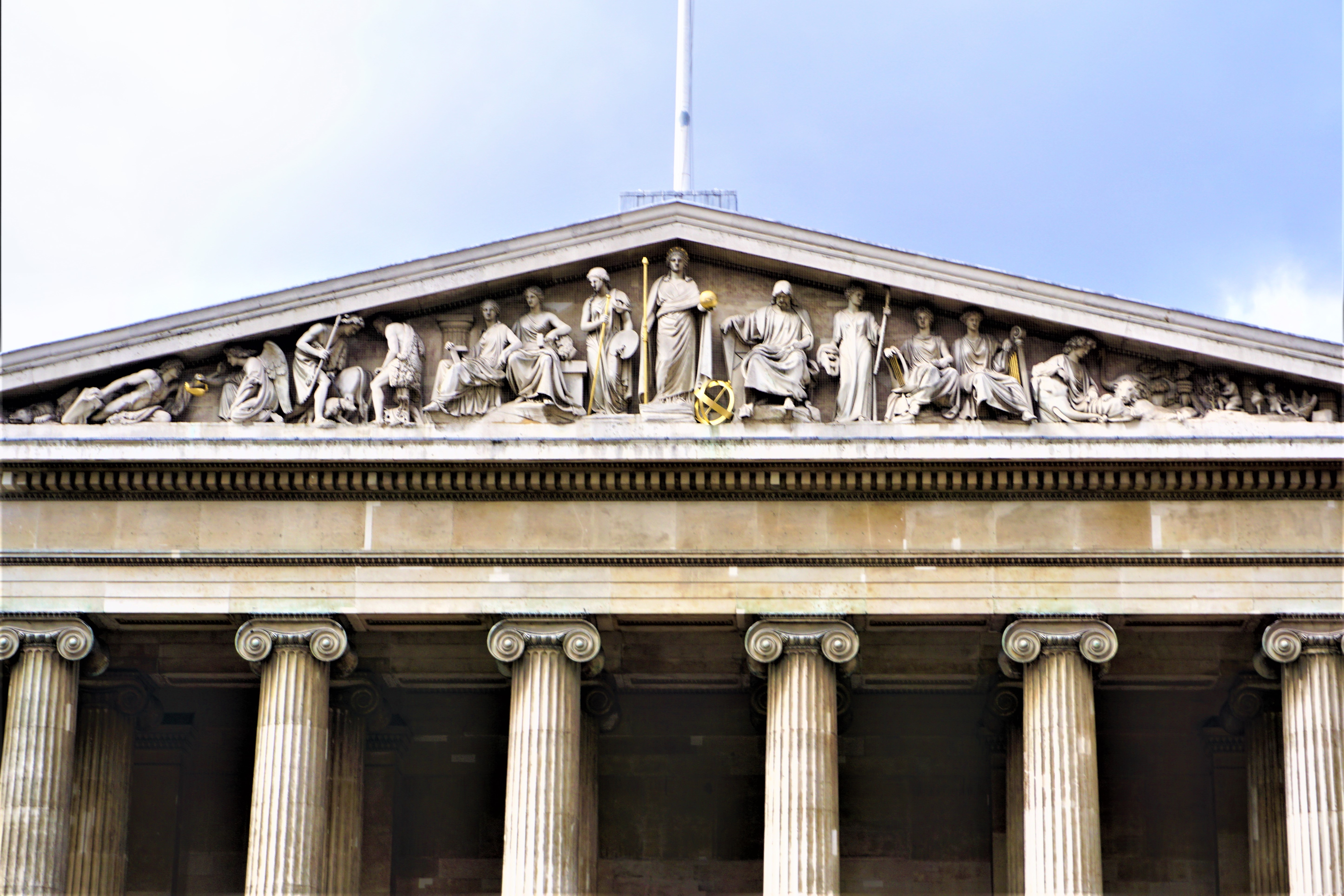
„Postęp cywilizacji” na frontonie muzeum

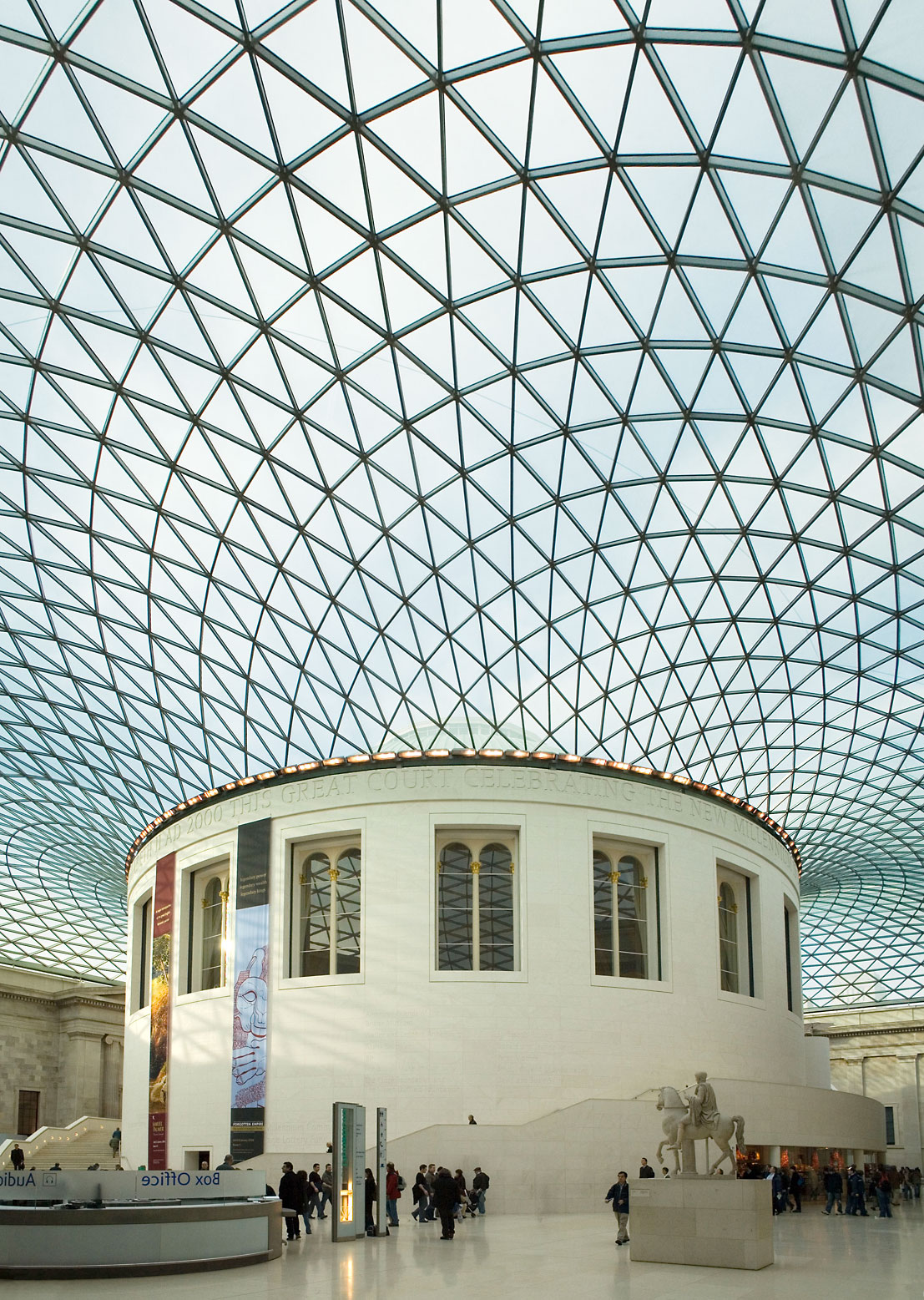
The Queen Elizabeth II Great Court z British Museum Reading Room

Gmach muzeum to czteroskrzydłowy budynek w stylu świątyni greckiej z 43 kolumnami, frontonem i szerokimi schodami wejściowymi . Wzniesiony z rozmachem według projektu brytyjskiego architekta Roberta Smirke’a (1780–1867) i przy wykorzystaniu najnowszych ówczesnych technologii (m.in. betonowe podłogi, żeliwne ramy wypełnione cegłą londyńską (ang. London stock brick), wapień portlandzki jako okładzina budynku) . W 1853 roku projekt został nagrodzony złotym medalem Królewskiego Instytutu Architektów Brytyjskich (ang. Royal Institute of British Architects) .

### Wejście główne
Główne wejście do gmachu muzeum znajduje się po stronie południowej i mierzy 112,7 m . Nad wejściem znajduje się fronton ozdobiony rzeźbami angielskiego artysty Richarda Westmacotta (1775–1856) przedstawiającymi „Postęp cywilizacji” . Patrząc od strony lewej do prawej, fronton ukazuje: stworzenie człowieka – wyłaniającego się ze skały, jego spotkanie z aniołem religii i naukę podstawowych umiejętności życiowych (uprawę ziemi i oswajanie zwierząt), pogłębianie wiedzy, naukę architektury i rzeźby, malarstwa, nauk ścisłych, geometrii, dramatu, muzyki i poezji, by wyłonić się jako człowiek wykształcony .

### The Great Court
Cztery skrzydła tworzą dziedziniec wewnętrzny, który w oryginalnym zamyśle architekta miał być ogrodem . W połowie XIX w. wzniesiono tu pomieszczenia biblioteczne i czytelnię, która funkcjonowała do 1997 roku . Po jej przeniesieniu do nowego budynku biblioteki obok St Pancras dziedziniec został przebudowany według projektu biura architektonicznego Foster and Partners, które zwyciężyło w konkursie, pokonując ponad 130 innych propozycji . Projekt bazował na projekcie kopuły gmachu parlamentu w Berlinie autorstwa Normana Fostera .
Dziedziniec – The Queen Elizabeth II Great Court – został uroczyście otwarty przez królową Elżbietę II 6 grudnia 2000 roku .
Wielki dziedziniec, zajmujący 6,700 m², jest największym zadaszonym dziedzińcem w Europie . Powiększył powierzchnię muzeum o 40%  – powstały trzy nowe galerie: The Sainsbury Galleries mieszcząca ekspozycje muzeum Afryki, Wellcome Trust Gallery oraz The Joseph Hotung Great Court Gallery, gdzie organizowane są wystawy czasowe . Na dziedzińcu mieszczą się również restauracje i kawiarnie.
Dach jest stalowo-szklaną konstrukcją składającą się z 3312 unikatowych szklanych tafli . Na środku dziedzińca zachowano gmach czytelni . Dziedziniec ozdabiają obiekty z kolekcji muzeum , m.in. Lew z Knidos z II w. p.n.e., głowa z monumentalnego kwarcytowego posągu Amenhotepa III w czerwonej koronie z czasów XVIII dynastii, XIX-wieczny totem z drzewa cedrowego Indian Wybrzeża Północno-Zachodniego, celtycki menhir z literami pisma ogamicznego.

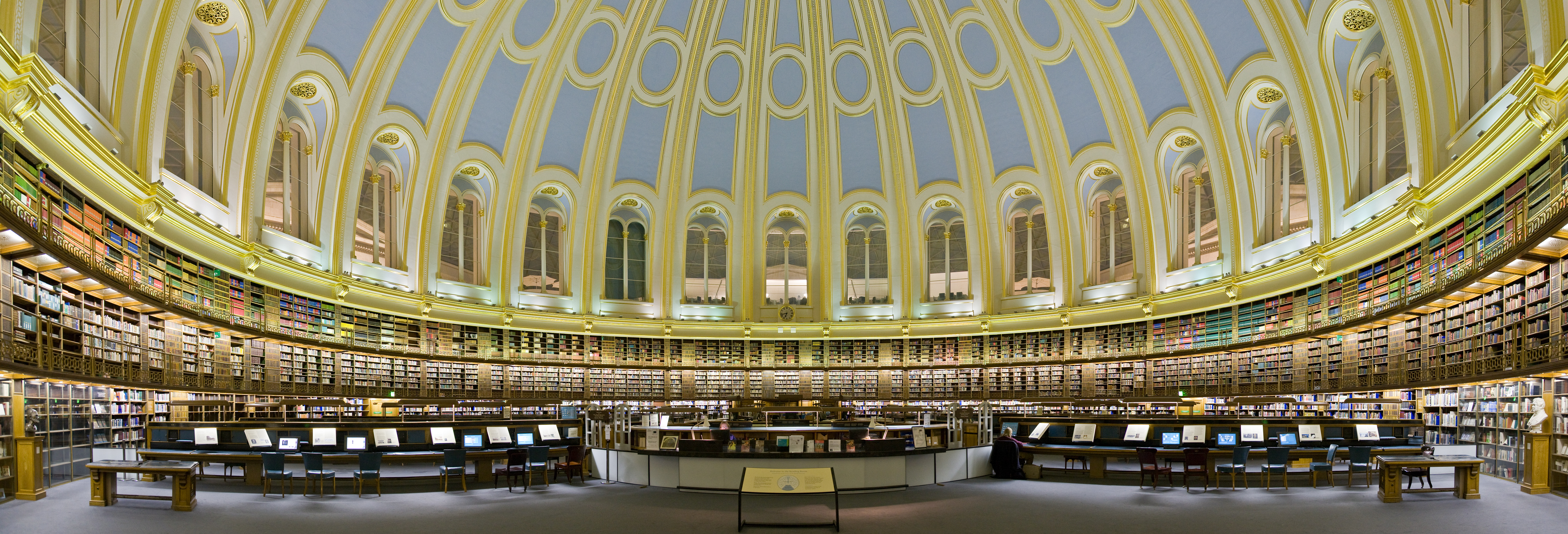
Panorama czytelni Muzeum Brytyjskiego (luty 2006)

## Zbiory
Muzeum jest jednym z największych obiektów tego typu na świecie. Obecnie (2020) ma ok. 8 milionów eksponatów z okresu 200 tysięcy lat historii ludzkości . Niektóre z nich zostały zabrane z krajów kolonialnych pod panowaniem brytyjskim, zanim zostały sprzedane, podarowane lub zapisane w testamencie muzeum . Inne zostały nabyte w wyniku prac wykopaliskowych, aukcji, zakupów i donacji .
Większość zbiorów pochodzi z donacji – w XIX i XX w. wiele osób prywatnych przekazywało całe swoje kolekcje na rzecz muzeum, m.in. w 1898 roku baron Ferdinand Rothschild (1839–1898) zapisał muzeum swoją kolekcję 300 dzieł, przede wszystkim z epoki średniowiecza i renesansu, a w 1939 roku muzeum otrzymało artefakty znalezione w Sutton Hoo .
Po upadku Imperium Brytyjskiego i dekolonizacji dawna polityka nabywania eksponatów muzeum została poddana ostrej krytyce. Kwestionowane są sposoby zdobywania niektórych zbiorów, np. poprzez działania wojenne (brązy z Beninu) . Grecja domaga się zwrotu marmurów Elgina.
Obecnie (2020) prawie 4,5 miliona eksponatów udostępnionych jest on-line .

### Departamenty i galerie
Eksponatami opiekuje się osiem departamentów, które prowadzą prace konserwatorskie, a także prace badawcze :
- Departament Afryki, Oceanii i Ameryk (ang. Department of Africa, Oceania and the Americas)
- Departement Azji (ang. Department of Asia)
- Departament Brytanii, Europy i Prehistorii (ang. Department of Britain, Europe and Prehistory)
- Departament Monet i Medali (ang. Department of Coins and Medals)
- Departament Egiptu i Sudanu (ang. Department of Egypt and Sudan)
- Departament Grecji i Rzymu (ang.  Department of Greece and Rome)
- Departament Bliskiego Wschodu (ang. Department of the Middle East)
- Departament Druków i Rysunków (ang. Department of Prints and Drawings)

Zbiory udostępnione są publiczności w 60 galeriach  :
- w podziemiu:
  - Sala 25 – The Sainsbury Galleries poświęcone Afryce[28]. Znajdują się tu m.in. Brązowa Głowa z Ife (ang. Bronze Head from Ife) i bogato rzeźbiona solniczka z kości słoniowej z Beninu[28].
- na parterze:
  - Sala 1 – Enlightenment poświęcona epoce oświecenia[29]
  - Sala 2 – Collecting the world poświęcona kolekcjonerom, których zbiory tworzą muzeum[30]
  - Sala 2a – The Waddesdon Bequest – dzieła renesansu z kolekcji Rotschilda[31]. Znajdują się tu m.in. relikwiarz Świętego Ciernia (ang. Holy Thorn Reliquary) i klejnot Lyte’a (ang. Lyte Jewel)[31].
  - Sala 4 – Egyptian sculpture – rzeźby reprezentujące 3 tysiące lat historii starożytnego Egiptu[32]. Znajdują się tu m.in. kamień z Rosetty i głowa z monumentalnego granitowego posągu Amenhotepa III (ok. 1370 p.n.e.)[32].
  - Sala 6 – Assyrian sculpture and Balawat Gates – kamienne rzeźby i płaskorzeźby z pałaców i świątyń starożytnej Asyrii[33]. Znajdują się tu m.in. kolosalny posąg uskrzydlonego lwa z pałacu Aszurbanipala (883–859 p.n.e.) i czarny obelisk Salmanasara III[33].
  - Sale 7–8 – Assyria: Nimrud – reliefy z Północno-zachodniego Pałacu Aszurbanipala[34]
  - Sala 9 – Assyria: Nineveh – rzeźbione, kamienne panele z Południowo-zachodniego Pałacu w Niniwie[35]
  - Sala 10 – Assyria: Lion hunts, Siege of Lachish and Khorsabad – m.in. rzeźbione, kamienne panele z Północnego Pałacu Aszurbanipala ze scenami polowania na lwy[36]
  - Sala 12 – Greece: Minoans and Mycenaeans (The Arthur I Fleischman Gallery) – poświęcona kulturze minojskiej i kulturze mykeńskiej[37]
  - Sala 13 – Greece 1050–520 BC – poświęcona Grecji z okresu 1050–520 p.n.e.; znajdują się tu rzeźby, malowana ceramika, biżuteria, monety i inne przedmioty z Aten, Sparty, Koryntu, Grecji Wschodniej i Egiptu[38]
  - Sala 14 – Greek vases – poświęcona ceramice, przede wszystkim ateńskiej, z okresu 530–500 p.n.e.[39]
  - Sala 15 – Athens and Lycia – poświęcona Atenom i relacjom z Licją[40]
  - Sala 16 – Greece: Bassai sculptures – fryz ze Świątyni Apollina Epikuriosa w Bassaju[41]
  - Sala 17 – Nereid Monument – Pomnik Nereid w Ksantos[42]
  - Sala 18 – Greece: Parthenon – Marmury Elgina[43]
  - Sala 19 – Greece: Athens – rzeźby z Aten z V w. p.n.e.[44]
  - Sala 20 – Greeks and Lycians 400–325 BC – złota biżuteria, wykwintna metaloplastyka z IV w. p.n.e.[45]
  - Sala 21 – Mausoleum of Halikarnassos – poświęcona zabytkom sztuki rzeźbiarskiej z Mauzoleum w Halikarnasie[46]
  - Sala 22 – The world of Alexander – poświęcona okresowi panowania Aleksandra Macedońskiego; znajdują się tu rzeźby ze świątyni Artemidy w Efezie i marmurowy posąg Demeter z Knidos[47]
  - Sala 23 – Greek and Roman sculpture – poświęcona antycznej rzeźbie rzymskiej inspirowanej rzeźbami greckimi; znajduje się tu m.in. Wenus Townleya (ang. Townley Venus)[48]
  - Sala 24 – Living and Dying (The Wellcome Trust Gallery) – poświęcona stosunkowi różnych kultur na świecie do kwestii życia i śmierci; znajduje się tu m.in. moai Hoa Hakananaia[49]
  - Sala 26 – North America – poświęcona tubylczym kulturom Ameryki Północnej[50]
  - Sala 27 – Mexico – poświęcona kulturom Olmeków, Majów, Azteków i Misteków; znajduje się tu m.in. aztecka rzeźba Dwugłowy Wąż, Belka 24 z Yaxchilán (ang. Yaxchilan Lintel 24)[51]
  - Sala 33 – China and South Asia (The Sir Joseph Hotung Gallery) – poświęcona kulturze Chin i Azji południowo-wschodniej; znajdują się tu grafiki, naczynia ceramiczne oraz przedmioty z jadeitu, brązu i laki, m.in. Statuetka Tary (ang. Statue of Tara)[52]
  - Sala 33a –  India: Amaravati (The Asahi Shimbun Gallery) – rzeźby z sanktuarium w Amaravati[53]
  - Sala 33b – Chinese jade (The Selwyn and Ellie Alleyne Gallery) – poświęcona wyrobom z jadeitu z terenu Chin[54]
  - Sala 67 – Korea (The Korea Foundation Gallery) – poświęcona historii i kulturze Korei[55]
  - Sala 95 – Chinese Ceramics-Sir Percival David Collection(Sir Joseph Hotung Centre for Ceramic Studies) – 1700 przedmiotów z chińskiej porcelany z okresu od III w. p.n.e. do XX w. n.e.[56]
- na wyższych piętrach:
  - Sale 38–39 – Clocks and watches (The Sir Harry and Lady Djanogly Gallery) – poświęcone historii czasomierzy[57]
  - Sala 40 – Medieval Europe 1050–1500 (The Sir Paul and Lady Ruddock Gallery) – obiekty sakralnej i świeckiej europejskiej sztuki średniowiecza; znajdują się tu m.in. XIV-wieczny Kielich św. Agnieszki i XII-wieczne szachy z Lewis[58]
  - Sala 41 – Sutton Hoo and Europe, AD 300–1100 (The Sir Paul and Lady Ruddock Gallery) – poświęcona historii Europy z okresu 300–1100; znajdują się tu m.in. obiekty ze skarbu z Sutton Hoo, szkatułka z Auzon i Kielich Likurga[59]
  - Sale 42–43 – The Islamic world (The Albukhary Foundation Gallery) – poświęcone historii i kulturze świata islamu[60]
  - Sala 46 – Europe 1400–1800 – poświęcona historii i kulturze Europy w okresie od renesansu do oświecenia[61]
  - Sala 47 – Europe 1800–1900 – poświęcona historii i kulturze Europy w XIX w.[62]
  - Sala 48 – Europe 1900 to the present – poświęcona najnowszej historii Europy[63]
  - Sala 49 – Roman Britain (The Weston Gallery) – poświęcona historii i kulturze Brytanii pod panowaniem rzymskim[64]
  - Sala 50 – Britain and Europe 800 BC–AD 43 – poświęcona historii i kulturze Brytów, Celtów, Germanów i Iberów[65]
  - Sala 51 – Europe and Middle East 10,000–800 BC (The Sheikh Zayed Bin Sultan Al Nahyan Gallery) – poświęcona zwyczajom mieszkańców prehistorycznej Europy[66]
  - Sala 52 – Ancient Iran (The Rahim Irvani Gallery) – poświęcona historii i kulturze Persji; znajdują się tu m.in. Cylinder Cyrusa, przedmioty ze skarbu amudarskiego[67]
  - Sala 53 – Ancient South Arabia (The Raymond and Beverly Sackler Gallery) – poświęcona pre-islamskiej kulturze południowej części Półwyspu Arabskiego; znajdują się tu m.in. alabastrowe rzeźby, kadzielnice[68]
  - Sala 54 – Anatolia and Urartu, 7000–300 BC (The Raymond and Beverly Sackler Gallery) – poświęcona różnym kulturom starożytnej Anatolii i Urartu od czasów prehistorycznych do hellenistycznych[69]
  - Sala 55 – Mesopotamia, 1500–539 BC (The Raymond and Beverly Sackler Gallery) – poświęcona cywilizacjom Babilonii i Asyrii w pierwszym tysiącleciu p.n.e.[70]
  - Sala 56 – Mesopotamia, 6000–1500 BC (The Raymond and Beverly Sackler Gallery) – poświęcona cywilizacji Mezopotamii; znajdują się tu obiekty znalezione na cmentarzu królewskim w Ur (m.in. biżuteria, ceramika i instrumenty muzyczne)[71]
  - Sale 57–59 – Ancient Levant (The Raymond and Beverly Sackler Gallery) – poświęcone kulturze kananejskiej[72]
  - Sala 61 – Egyptian life and death: the tomb-chapel of Nebamun (The Michael Cohen Gallery) – wyposażenie komnaty grobowej Nebamuna – malowidła ścienne przedstawiające wyidealizowaną wizję codziennego życia starożytnych Egipcjan[73]
  - Sale 62–63 – Egyptian death and afterlife: mummies (The Roxie Walker Galleries) – poświęcone mumifikacji i tradycjom funeralnym starożytnych Egipcjan; znajdują się tu m.in. mumie, sarkofagi (np. sarkofag Hornedjitefa), maski, figurki uszebti, oraz inne przedmioty związane z życiem po śmierci (m.in. Księga umarłych Hunefera)[74]
  - Sala 64 – Early Egypt (The Raymond and Beverly Sackler Gallery) – poświęcona początkom cywilizacji starożytnego Egiptu[75]
  - Sala 65 – Sudan, Egypt and Nubia (The Raymond and Beverly Sackler Gallery) – poświęcona historii i kulturze Sudanu, południowego Egiptu, Nubii i Nilu w okresie od 100 tys. lat p.n.e. do okresu islamizacji; znajduje się tu m.in. sfinks Taharki (ang. Sphinx of Taharqo) (747–656 p.n.e.)[76]
  - Sala 66 – Ethiopia and Coptic Egypt – poświęcona historii Etiopii od V w. do czasów wsółczesnych[77]
  - Sala 68 – Money – poświęcona historii pieniądza[78]
  - Sala 69 – Greek and Roman life – poświęcona codziennemu życiu starożytnych Greków i Rzymian[79]
  - Sala 70 – Roman Empire (The Wolfson Gallery) – poświęcona historii i kulturze Cesarstwa Rzymskiego; znajdują się tu m.in. waza portlandzka i puchar Warrena[80]
  - Sala 71 – Etruscan world – poświęcona historii i kulturze Etrusków[81]
  - Sala 72 – Ancient Cyprus (The A.G. Leventis Gallery) – poświęcona cywilizacji Cypru od IV tys. p.n.e. do końca okresu rzymskiego[82]
  - Sala 73 – Greeks in Italy – poświęcona historii i kulturze greckich kolonii na terenie Italii i Sycylii; znajduje się tu wiele naczyń ceramicznych, figurek z terakoty, biżuterii i monet[83]
  - Sale 90–90a – Prints and drawings displays – wystawy czasowe druków i rysunków ze zbiorów muzeum – jednej z największych kolekcji zachodniej sztuki graficznej na świecie[84]
  - Sale 92–94 – Japan (The Mitsubishi Corporation Japanese Galleries) – poświęcona historii i kulturze Japonii; znajdują się tu m.in. figurki słoni w stylu Kakiemon[85]

### Eksponaty
Encyclopædia Britannica do najsłynniejszych eksponatów w zbiorach muzeum zalicza :
| Lp. | Zdjęcie | Nazwa eksponatu                                                                                   | Opis | Kolekcja on-line |
| --- | ------- | ------------------------------------------------------------------------------------------------- | --- | ---------------- |
| 1.  |         | Marmury elgińskie                                                                                 | Starożytne marmury partenońskie, wywiezione z Aten przez lorda Elgina (Thomasa Bruce’a). |                  |
| 2.  |         | Rzeźby z Mauzoleum w Halikarnasie i ze świątyni Artemidy w Efezie                                 | |                  |
| 3.  |         | Kamień z Rosetty                                                                                  | Zabytek piśmiennictwa staroegipskiego, którego odkrycie miało przełomowe znaczenie dla odczytania egipskich hieroglifów.                                                                        |                  |
| 4.  |         | Czarny obelisk Salmanasara III oraz inne asyryjskie relikwie z pałacu i świątyń w Kalhu i Niniwie | Czarny obelisk – odnaleziony w 1846 roku przez Austena H. Layarda w czasie wykopalisk w Kalchu, na którym upamiętniono militarne dokonania asyryjskiego króla Salmanasara III (858–825 p.n.e.). |                  |
| 5.  |         | Wyroby ze złota, srebra i muszli z miasta Ur                                                      | |                  |
| 6.  |         | Waza portlandzka                                                                                  | Datowana na końcówkę I wieku p.n.e. lub początek I wieku n.e. waza wykonana z warstwowego szkła kameowego w kolorach niebieskim i białym, ozdobiona reliefami ze scenami figuralnymi.           |                  |
| 7.  |         | Skarb z Sutton Hoo                                                                                | |                  |
| 8.  |         | Chińska ceramika z okresu Ming i innych dynastii                                                  | |                  |